# غواصة يو-10 (النمسا-المجر)
أس أم يو-10 أو يو بي-1 هي أول غواصة من فئة غواصات يو-10 من الغواصات التابعة للبحرية النمساوية المجرية ( (بالألمانية: Kaiserliche und Königliche Kriegsmarine)‏ أو K.u.K. Kriegsmarine K.u.K. Kriegsmarine ) خلال الحرب العالمية الأولى. كانت في الأصل غواصة ألمانية من الفئة يو بي 1 بتكليف من البحرية الإمبراطورية (بالألمانية: Kaiserliche Marine)‏ ( (بالألمانية: Kaiserliche Marine)‏).